# Hoàng Xuân Vinh
Hoàng Xuân Vinh, född 6 oktober 1974 i Hanoi i Vietnam är en vietnamesisk sportskytt. Han vann Vietnams första olympiska guldmedalj vid olympiska sommarspelen 2016 i Rio de Janeiro.
Hoàng kom på en fjärdeplats i 50 meter fripistol vid olympiska sommarspelen 2012 i London och han slutade på en niondeplats i 10 meter luftpistol.
Vid de olympiska skyttetävlingarna 2016 i Rio de Janeiro tog han en guldmedalj i 10 meter luftpistol och en silvermedalj i 50 meter fripistol.
Hoàng har också vunnit en guldmedalj i 10 meter luftpistol och en bronsmedalj i 25 meter grovpistol vid asiatiska mästerskapen 2012.